# バズヴ

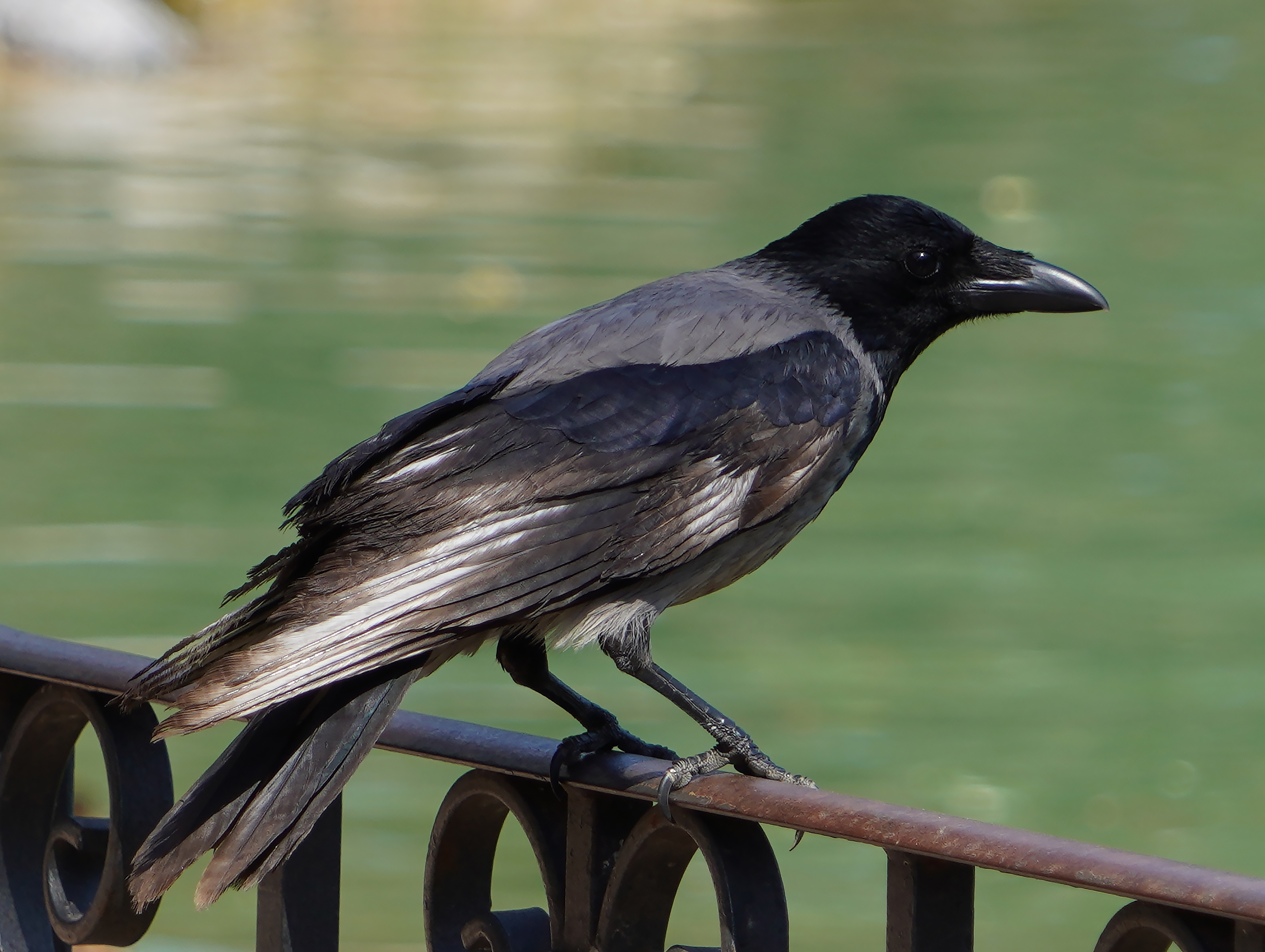
ズキンガラス

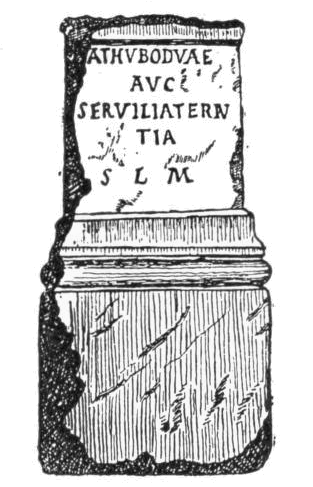
フランス オート＝サヴォワ県 ミウシーで発見された、カトゥボドゥア(Cathubodua)へと捧げられた碑文 (CIL XII, 2571)

バズヴ(Badb,Badhbh)あるいはバイヴは、ケルト神話に登場する戦いの女神である。

## 概要
バズヴの名は「カラス」を意味し、しばしば彼女は物語の中でズキンガラスの姿をとって現れる。バズヴ・カタ(Badhbh Cath)とも呼ばれ、こちらは「戦いのカラス」を意味する。バズヴ・カタと名前の似た神カトゥボドゥア(Cathubodua)に捧げられた碑文が大陸で発見されているが、この神とバズヴとは同源の可能性があると考えられている。また、バズヴ（バドヴ）は後代の語形であり、本来はボドヴ(Bodb)と呼ばれた。
彼女はCailitin、あるいはエルンワスの娘である。夫はネードであるが、時にテトラともされる。彼女の肌と眉、まとう外衣や馬も全て赤色とされる。
後代の物語では彼女は戦場で死を予知する神だとされるが、こうした特徴からバンシーとの共通点がしばしば指摘される。
また、クー・フーリンとの繋がりが深く、戦いの最中に彼の頭上に現れる赤い火花は「ボドヴの光」であり、マグ・ムルテウネの平原での戦いで、瀕死の彼の肩に止まりに来た鳥たちはバズヴの変身した姿とされる。

## バズヴと三相一体の女神
バズヴ、モリガン、マッハ、ネヴァンらの女神は三相一体を成す。数が合わないが、バズヴと同様にネードの妻だとされるネヴァンは、バズヴと別の神ではなくその一面であると解釈される。ネードはフォモール族との戦いで2人の妻バズヴとネヴァンとともに戦死したとされるが（ただし上述の通りバズヴはその後の物語にも登場している）、これは本来同一の戦いの女神が二柱の女神と解釈された証と考えられる。エヴァンス・ウェンツはモリガンやマッハもバズヴの持つ一面であるとしている。